# 克雷瓦库奥雷
克雷瓦库奥雷（義大利語：Crevacuore； 法语：Crèvecœur），是意大利比耶拉省的一个市镇。总面积8平方公里，人口1676人，人口密度209.5人/平方公里（2009年）。ISTAT代码为096021。